# Battaglia di Lissa (1811)

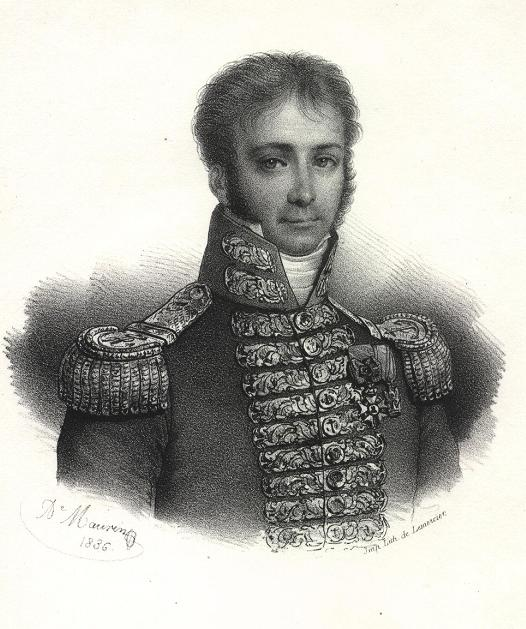
Capitano Bernard Dubourdieu.

La battaglia di Lissa  fu uno scontro navale tra la flotta franco-veneta e quella britannica che si svolse il 13 marzo 1811 vicino all'isola omonima nel mar Adriatico.

Non è da confondere con la ben più famosa battaglia di Lissa del 1866.
L'11 marzo 1811, una flotta comandata dal capitano di vascello Bernard Dubourdieu (1773 - 1811), composta da fregate francesi e italiane, salpò da Ancona in direzione di Lissa trasportando truppe destinate ad attaccare l'isola. Lissa era diventata di importanza cruciale poiché gli inglesi nello stesso anno vi avevano fondato una base militare per consolidare il blocco continentale. Già nell'ottobre del 1810 le navi francesi avevano forzato la rada di Porto San Giorgio (sull'isola stessa) e liberato alcuni prigionieri francesi ivi detenuti.

## La battaglia
Dubourdieu con la Favorite e la Flore attaccò per primo cercando di abbordare l′Amphion, l'ammiraglia britannica, ma fu respinto dal tiro a mitraglia dei cannoni inglesi, con gravi perdite nell'equipaggio, fra cui lo stesso ammiraglio. La Flore, approfittando del fatto che l′Amphion era impegnata dalla Favorite, era riuscita a portarsi al traverso di poppa ed a colpirla con un tiro di infilata, appoggiata in questa azione dalla Bellona. La risposta dell′Amphion metteva fuori combattimento entrambe le fregate nemiche, costringendo la Flore a riparare a Lesina la Bellona ad arrendersi.
Dato che la Favorite era in condizioni disperate, il colonnello De Rege di Gifflenga (che era subentrato ai deceduti Dubordieu e La Meillerie) decise di trasferire i feriti sull′Eugenio e sulla Principessa di Bologna che ripararono, assieme alla Lodola ed alla Principessa Augusta a Spalato. Dopodiché il Gifflenga si diresse verso la punta di Smocova, attaccò il porto di Lissa, catturò alcune navi inglesi che utilizzò per mettere in salvo a Lesina l'equipaggio e le truppe sopravvissute. Per paura che finisse in mano inglese incendiò la Favorite, che era già stata portata all'incaglio dall'equipaggio.
Nel frattempo la Bellona aveva danneggiato gravemente il Cerberus ed aveva catturato il Volage, che, però, scappò, riparando a Lissa, quando la Danae cannoneggiò la Bellona scambiandola per nave nemica. Il fuoco amico mise fuori servizio la Bellona che fu catturata dagli inglesi.
Successivamente anche la Corona fu catturata, mentre le navi sopravvissute batterono in ritirata a Lesina.
Oltre al Cerberus fu danneggiata gravemente anche l'Amphion.
Le fregate catturate presero poi servizio sotto la bandiera britannica col nome di:
- HMS Daedalus (Corona),
- HMS Dover (Bellona).

La battaglia di Lissa confermò il predominio inglese nell'Adriatico.
Va notato che ancora nel 1832 le esatte dinamiche della battaglia navale furono al centro di una polemica giornalistica tra lo storico bresciano Vittorio Barzoni, collaboratore della testata milanese L'Eco, e Agostino Brambilla, primo redattore della Gazzetta di Zara. Infine Barzoni, autore di una descrizione dell'episodio di guerra navale basata su documenti britannici e testimonianze di marinai di ambo le flotte, uscì vincitore dalla disputa.  

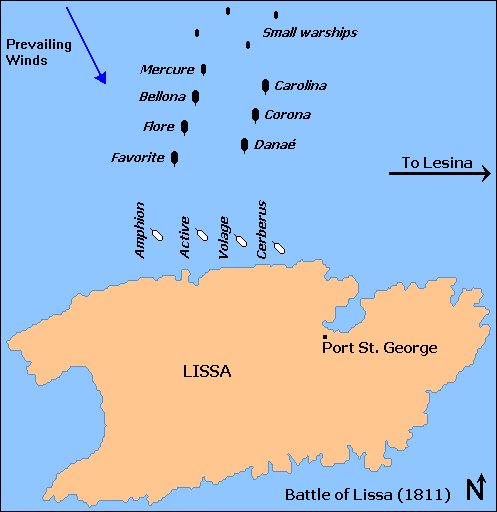
Situazione all'alba del 13 marzo 1811.
La squadra britannica dell'ammiraglio William Hoste sorprende lo squadrone francese sopravento.

## Ordine di battaglia
| squadra del comandante Hoste                         | squadra del comandante Hoste | squadra del comandante Hoste | squadra del comandante Hoste      | squadra del comandante Hoste | squadra del comandante Hoste | squadra del comandante Hoste | squadra del comandante Hoste                                                                                       | squadra del comandante Hoste | squadra del comandante Hoste | squadra del comandante Hoste |
| Navi                                                 | Cannoni                      | Flotta                       | Comandante                        | Perdite                      | Perdite                      | Perdite                      | Note |                              |                              |                              |
| Navi                                                 | Cannoni                      | Flotta                       | Comandante                        | Morti                        | Feriti                       | Totale                       | Note |                              |                              |                              |
| ---------------------------------------------------- | ---------------------------- | ---------------------------- | --------------------------------- | ---------------------------- | ---------------------------- | ---------------------------- | --- | ---------------------------- | ---------------------------- | ---------------------------- |
| HMS Active                                           | 38                           |                              | comandante James Alexander Gordon | 4                            | 24                           | 28                           | Questo dato non include i cinque marinai morti nell'intento di spegnere l'incendio del Corona durante la battaglia |                              |                              |                              |
| HMS Amphion                                          | 32                           |                              | comandante William Hoste          | 15                           | 47                           | 62                           | |                              |                              |                              |
| HMS Volage                                           | 22                           |                              | comandante Phipps Hornby          | 13                           | 33                           | 46                           | |                              |                              |                              |
| HMS Cerberus                                         | 32                           |                              | comandante Henry Whitby           | 13                           | 41                           | 54                           | |                              |                              |                              |
| Perdite: 45 morti, 145 feriti, 190 perdite in totale |                              |                              |                                   |                              |                              |                              | |                              |                              |                              |

| Squadra del capitano di vascello Dubourdieu | Squadra del capitano di vascello Dubourdieu | Squadra del capitano di vascello Dubourdieu | Squadra del capitano di vascello Dubourdieu                                                         | Squadra del capitano di vascello Dubourdieu | Squadra del capitano di vascello Dubourdieu | Squadra del capitano di vascello Dubourdieu | Squadra del capitano di vascello Dubourdieu | Squadra del capitano di vascello Dubourdieu | Squadra del capitano di vascello Dubourdieu | Squadra del capitano di vascello Dubourdieu |
| Navi | Cannoni                                     | Flotta                                      | Comandante                                                                                          | Perdite                                     | Perdite                                     | Perdite                                     | Note |                                             |                                             |                                             |
| Navi | Cannoni                                     | Flotta                                      | Comandante                                                                                          | Morti                                       | Feriti                                      | Totale                                      | Note |                                             |                                             |                                             |
| Divisione di sopravento | Divisione di sopravento                     | Divisione di sopravento                     | Divisione di sopravento                                                                             | Divisione di sopravento                     | Divisione di sopravento                     | Divisione di sopravento                     | Divisione di sopravento | Divisione di sopravento                     | Divisione di sopravento                     | Divisione di sopravento                     |
| --- | ------------------------------------------- | ------------------------------------------- | --------------------------------------------------------------------------------------------------- | ------------------------------------------- | ------------------------------------------- | ------------------------------------------- | --- | ------------------------------------------- | ------------------------------------------- | ------------------------------------------- |
| Favorite | 40                                          | Bandera de Francia.                         | capitano di vascello Bernard Dubourdieu † comandante Antonie-Francois-Zavier La Marre-la-Meillerie† | —                                           | —                                           | ~150                                        | per cercare di seguire Hoste lungo la riva frastagliata di Lissa, non riuscì a compiere la virata compiuta dall'inglese e quindi si incagliò nell'insenatura di Piccola Fighera in seguito risulterà distrutta. |                                             |                                             |                                             |
| Flore | 40                                          | Bandera de Francia.                         | comandante Jean-Alexandre Péridier                                                                  | —                                           | —                                           | sconosciuto                                 | subì l'amputazione di un braccio". |                                             |                                             |                                             |
| Bellona | 32                                          |                                             | comandante Giuseppe Duodo†                                                                          | —                                           | 1                                           | ~70                                         | morto a Lissa due giorni dopo la battaglia per le gravi ferite subite. |                                             |                                             |                                             |
| Divisione di sottovento |                                             |                                             | |                                             |                                             |                                             | |                                             |                                             |                                             |
| Danae | 40                                          | Francia (bandiera)                          | comandante Villon                                                                                   | —                                           | —                                           | sconosciuto                                 | |                                             |                                             |                                             |
| Corona | 40                                          |                                             | comandante Nicolò Pasqualigo                                                                        | —                                           | —                                           | sconosciuto                                 | Catturato e poi utilizzato dalla Marina Reale Britannica con il nome di HMS Daedalus. |                                             |                                             |                                             |
| Carolina | 32                                          |                                             | comandante Giovanni Palicuccia                                                                      | —                                           | —                                           | sconosciuto                                 | |                                             |                                             |                                             |
| |                                             |                                             | |                                             |                                             |                                             | |                                             |                                             |                                             |
| Gruppo destinato a porto San Giorgio |                                             |                                             | |                                             |                                             |                                             | |                                             |                                             |                                             |
| Principessa di Bologna | 10                                          |                                             | Ragiot                                                                                              | -                                           | -                                           | ?                                           | raccoglie 42 feriti de La Favorite |                                             |                                             |                                             |
| Gazelle | 1                                           |                                             | Pelosi                                                                                              | -                                           | -                                           | ?                                           | |                                             |                                             |                                             |
| Gruppo destinato a porto di Comisa |                                             |                                             | |                                             |                                             |                                             | |                                             |                                             |                                             |
| Principessa Augusta | 16                                          |                                             | Bolognini                                                                                           | -                                           | -                                           | ?                                           | |                                             |                                             |                                             |
| Eugenio | 6                                           |                                             | Rosenguert                                                                                          | -                                           | -                                           | ?                                           | raccoglie 61 feriti de La Favorite |                                             |                                             |                                             |
| Lodola (Alouette) | 2                                           |                                             | Cotta                                                                                               | -                                           | -                                           | ?                                           | raccoglie alcuni feriti de La Favorite |                                             |                                             |                                             |
| La squadra di Dubourdieu salpava accompagnata dal brigantino Mercure, dalle due piccole golette Principessa Augusta e Principessa di Bologna, dallo sciabecco Eugenio e da due cannoniere. Nessuno di questi risultò seriamente danneggiato. La flotta trasportava 500 soldati italiani comandati da Alexander Gifflenga. |                                             |                                             | |                                             |                                             |                                             | |                                             |                                             |                                             |
| Perdite: approssimativamente 700 morti, feriti o catturati (fatti prigionieri). |                                             |                                             | |                                             |                                             |                                             | |                                             |                                             |                                             |
| Referenze: Gardiner, pag. 173; Henderson, pag. 112; James, pag. 351; Smith, pag. 356; Woodman, pag. 253. |                                             |                                             | |                                             |                                             |                                             | |                                             |                                             |                                             |

| Note | † indica quegli ufficiali che risulteranno uccisi in combattimento o a causa di ferite mortali. | = Marina Reale Britannica | = Armata Francese | = Armata del Regno d'Italia. |